# Bibi Blocksberg
Bibi Blocksberg ist der Name einer Kinderhörspielserie des Labels Kiddinx, die 1980 von Elfie Donnelly ins Leben gerufen wurde. Hauptfigur ist das Mädchen Bibi Blocksberg, eine Hexe.
Bisher sind 159 Folgen erschienen. Die Hörspielserie hieß ursprünglich Eene meene Hexerei. Unter diesem Titel erschienen nur die ersten sieben Folgen, dann wurde die Serie in Bibi Blocksberg umbenannt. Die ersten Folgen wurden später ebenfalls unter dem neuen Titel und mit einem neuen Cover herausgebracht. Die Länge einer einzelnen Bibi-Blocksberg-Folge variierte früher zwischen 35 und 40 Minuten und heute zwischen 40 und 45. Die Zielgruppe der Hörspielreihe sind Kinder zwischen vier und zehn Jahren.
In der Serie erlebt Bibi, die ständig zu Streichen aufgelegt ist, zahlreiche Abenteuer mit ihren Freunden Marita, Florian und Moni. Häufig sind dabei auch Hexereien im Spiel, die nicht selten zu Komplikationen führen, die dann von ihrer Mutter, ebenfalls einer Hexe, wieder geradegebogen werden müssen. Bibis Gegenspieler ist meist der Bürgermeister der Stadt Neustadt, der als faul, inkompetent und wirtschaftshörig dargestellt wird. Damit sind Konflikte mit der hilfsbereiten Bibi vorgezeichnet.
Der Nachname von Bibi bezieht sich auf die alte Bezeichnung des Brockens (Blocksberg), der traditionell mit Hexen in Verbindung gebracht wird (Walpurgisnacht), unter anderem in Goethes Faust.

## Figuren
Bibi
Bibi (eigentlich Brigitte) ist ein Hexenmädchen, das oft mit blonden Haaren, die mit einer roten Schleife zu einem Pferdeschwanz zusammengebunden sind, einem Kleid in ihrer Lieblingsfarbe grün sowie mit weißen Socken und ohne Schuhe dargestellt wird. Sie ist in den ersten zwölf Hörspielfolgen zwölf Jahre alt und wird seitdem als 13-jähriges Mädchen beschrieben. Ihre anfangs noch sehr ungeschulten Hexenkräfte benutzt Bibi nur allzu gerne, um anderen Streiche zu spielen. Nicht nur der Bürgermeister, sondern auch der Schuldirektor, ihr Klassenlehrer und viele weitere Neustädter Bürger werden häufig in die aberwitzigen Hexereien verwickelt. Ihr liebstes Fortbewegungsmittel ist ihr Besen Kartoffelbrei, den sie mit Hexensprüchen wie „Eene meene mei, flieg los Kartoffelbrei!“, „Eene meene mei, Kartoffelbrei mein Flugzeug sei!“ oder „Eene meene schmieg, Kartoffelbrei, los, flieg!“ zum Fliegen bringt. Oftmals berichtet die Journalistin Karla Kolumna in der örtlichen Zeitung über Bibis Streiche und Aktionen. Die kleine Blocksberg ist allerdings nicht nur mit einem Faible für Schabernack, sondern auch mit einem großen Herzen ausgestattet. So schwingt sie sich in vielen Folgen zur Retterin der Bürger von Neustadt auf und ist stets bemüht, Ungerechtigkeiten und Benachteiligungen aus der Welt zu schaffen.
Bibis Familie
Bernhard und Barbara Blocksberg sind Bibis Eltern. Barbara ist auch eine Hexe, die jedes Jahr auf ihrem Besen Baldrian in der Walpurgisnacht zum Blocksberg fliegt. In den früheren Folgen wird sie als blonde, korpulente Frau in einem rosa Kleid gezeigt, später schlanker mit gelber Bluse, blauer Jeans und kastanienroten Haaren. Anfangs sieht sie gar nicht ein, normales Essen zu kochen oder gar zu hexen, weshalb sie immer sauer wird, wenn die anderen mal wieder ihre Spinnenbeinsuppe kritisieren. Dabei mag sie ihre Gerichte selbst gar nicht, sondern möchte nur verhindern, dass sie die alten Hexenkochkünste verlernt. In der ersten Folge, die in der Erstauflage Eene meene Hexerei unter dem Titel Können Blocksbergs hexen? erschien, erfährt man nebenbei, dass sie für ihr Leben gerne Hefeklöße mit Mohn und Zucker sowie Vier-Minuten-Eier zum Frühstück isst. Wenn Barbara mal wieder genug von ihrer Familie hat, fliegt sie zu ihrer Freundin. Sie verfügt über ein Hexenlabor, in dem sie oft übel nach Schwefel riechende Zaubertränke zu brauen versucht und ihre Experimente mit Kräutern und Hexensprüchen vornimmt. Stets ist sie bemüht, trotz ihrer und Bibis außergewöhnlicher Begabung für ein einigermaßen „normales“ Leben im Hause Blocksberg zu sorgen; so hat sie viele Regeln erlassen wie die, nicht durchs Fenster hereinzufliegen, nicht mit dem Besen zur Schule zu fliegen und nur in Notfällen zu hexen, die natürlich häufig missachtet werden. Auch erinnert sie ihre ungestüme Tochter immer wieder an den Ehrenkodex der Hexen, der es beispielsweise untersagt, Geld zu hexen.
Bernhard kann nicht hexen (mit Ausnahme der Folge 86 Kann Papi hexen?, in welcher Bibi ihrem Vater versehentlich vorübergehend Hexkraft anhext), was auch im Übrigen fast ausschließlich weibliche Personen können (eine – sehr seltene – Ausnahme ist etwa der in Folge 17 auftretende Carlo). Er wünscht sich eine ganz normale Familie, wie er in fast jeder Folge betont. Er verbietet Bibi und seiner Frau Barbara oft das Hexen, damit sie nicht auffallen. Eigentlich ist er aber stolz auf „seine“ Hexen. Eine seiner Lieblingsbeschäftigungen besteht im allmorgendlichen Lesen des „Neustädter Tageblattes“. Obwohl sich Bernhard und Barbara öfter streiten und er immer wieder brüllt: „Ich lasse mich scheiden!“ (eher in den früheren Folgen, die noch von Elfie Donnelly geschrieben wurden), lieben sich beide sehr. In Folge 3 erfährt man aber, dass im Allgemeinen Streitereien bei Blocksbergs nur maximal 25 Sekunden dauern. In Folge 62 Das feuerrote Nashorn erfährt man außerdem, dass Bernhard aus Prinzip immer bei Preisausschreiben mitmacht.
In den ersten sieben Folgen gibt es außerdem auch Boris, Bibis jüngeren Bruder. Er ist oft ziemlich eifersüchtig auf die Hexenkräfte seiner Schwester, was zur einen oder anderen Streitigkeit zwischen den beiden führt. In Folge 2 wird erwähnt, dass er acht Jahre alt ist, und in Folge 9 erfährt der Zuhörer, dass er zu den Großeltern an die Nordsee gezogen ist. Als Grund wird genannt, dass er Husten hat und die frische Seeluft ihm gut täte. Er taucht daraufhin nie wieder auf. Auch zu Weihnachten und Ostern denkt die Familie nicht mehr an Boris. Bibi scheint ihn in der Folge als Babysitter ganz vergessen zu haben, als sie sich Geschwister wünscht. Außerdem sagt Bernhard in der Folge Die Computerhexe, die Familie bestünde nur aus drei Personen.
Oma Grete
Oma Grete ist Barbaras Mutter. Sie ist eher unkonventionell und versteht sich deshalb blendend mit ihrer Enkelin Bibi. Von ihr ist zum ersten Mal in Folge 22 3× schwarzer Kater zu hören, in der sie den Blocksbergs ihren Hexenkater Sylvester als Haustier schenkt. Erst ab Folge 82 taucht sie dann regelmäßig auf. Ihr Besen trägt den Namen Safran.
Oma Grete trägt nicht den Nachnamen Blocksberg, was in der Folge „Unverhofftes Wiedersehen“ deutlich wird. In dieser tritt eine Verwandte Bernhards namens Luisa Blocksberg auf, weshalb davon ausgegangen werden muss, dass Barbara nach der Hochzeit den Namen ihres Ehemannes angenommen hat.
Monika Seifert
Moni ist Bibis beste Freundin. Sie tritt erstmals in Folge 10 auf, als sie in Bibis Klasse kommt. Anfangs ist sie unbeliebt. Sie ist oft unfreundlich zu ihren Mitschülern und wird deshalb und wegen ihrer Kleidung als Landpomeranze abgestempelt. Erst als Bibi erfährt, dass Monis Eltern sehr gemein zu ihr sind, beschließt Bibi, ihr zu helfen, wodurch die beiden dicke Freunde werden. In den neueren Folgen ist Moni nur noch selten dabei, und Marita ist nun eher Bibis beste Freundin.
Marita Mertens (auch Marita Schuller und Marita Kellermann)
Marita ist später Bibis beste Freundin. Sie taucht das erste Mal in Folge 19 auf. Die beiden Mädchen können sich zunächst nicht leiden und streiten und beschimpfen sich ständig, werden aber dann doch ziemlich enge Freundinnen. Marita kommt in späteren Folgen oft vor und erlebt viele spannende Abenteuer mit Bibi. Maritas Eltern besitzen ein Modegeschäft in Neustadt.
Florian
Florian ist Bibis bester Freund, ein Computergenie und Mathe-Ass. Er hilft ihr zum Beispiel, den Dino aus dem Dino-Ei zum Schlüpfen zu bringen, sie durch Nachhilfe vor dem Sitzenbleiben zu bewahren und einige andere Abenteuer zu bestehen. Im Hörspiel wird er von Bibi meistens nur „Flori“ genannt. In Folge 19 Das Sportfest wird erwähnt, dass er Schulsprecher sei. In Folge 57 Der blaue Brief sind er und Marita ineinander verliebt und verabreden sich zu einem Eis.
Bürgermeister Dr. Dr. Bruno (früher Hugo) Presssack
Der Neustädter Bürgermeister macht oft und viele Versprechungen, ist aber im Endeffekt immer auf Geld aus. Er hat einen Sprachfehler, sobald er Bibi „Blocksbergi“ sieht, da sie ihn einmal verhext hat. Er wird als sehr dominant dargestellt und verhält sich oft grob gegenüber seinem Sekretär Pichler. Seiner ungebremsten Esslust verdankt er eine stattliche Erscheinung mit einem sehr dicken Bauch. Stellenweise verfällt er in Größenwahn, beispielsweise in Folge 64 Die neue Schule, in der er sich ein neues Rathaus in Form eines Schlosses bauen lassen will, oder in Folge 63 Die Wahrsagerin, in welcher er sich von einer Wahrsagerin soweit bringen lässt, sich als zukünftigen König Bruno I. von Neustadt zu sehen und sich eine königliche Robe und ein Zepter zu bestellen. Charakteristisch für ihn ist auch, dass er Neustadts Bürger oftmals aus Versehen seine „Untertanen“ nennt. Generell kann man ihn als etwas dümmliche Figur bezeichnen: Wenig Aufwand und maximaler Gewinn sowie das Voranstellen der eigenen Wichtigkeit bzw. der eigenen Position vor die der Bürger Neustadts kennzeichnen seinen Charakter. Dennoch hat er einen guten Kern, wenn dieser auch tief verborgen liegt. In Folge 48 erwähnt er seines Großvaters Motto „Ein gesunder Geist in einem gesunden Körper“.
Sekretär Paul Pichler
Herr Pichler ist der Sekretär von Bürgermeister Dr. Dr. Bruno Presssack. Paul Pichler ist ein freundlicher und gutmütiger Mensch, der den groben Umgangston des Bürgermeisters akzeptiert. In der Folge Bibi wird entführt erzählt er Bibi, dass er Palle Pichler heißen würde. Er hat zwei kriminelle Vettern, Pille und Pulle, welche in Folge 51 auftreten.
Karla Kolumna
Karla Kolumna ist die sogenannte rasende Reporterin, immer auf der Suche nach einer großen Geschichte. Sie versteht sich gut mit der Familie Blocksberg und hilft ihr auch oft. Wie ihr Beiname schon erahnen lässt, rast sie oft durch die Gegend, meist auf ihrem Motorroller. Besonders signifikant sind ihre schrille Stimme und ihr häufiges lautes Lachen. Oftmals gerät sie in Streit mit dem Bürgermeister, da sie dessen Verhalten kritisiert. Karla Kolumna tritt auch bei Benjamin Blümchen auf.
Schubia Wanzhaar
Schubia Wanzhaar ist eine freche kleine Punker-Hexe. Sie hat grüne Haare und einen lauten Motorbesen namens Kawakasi. Mit ihrer Hexenlehrerin Tante Mania hat sie meistens Schwierigkeiten. Obwohl sie manchmal übermütig ist, ist sie eine echte Freundin von Bibi. Von außen wirkt sie ziemlich ruppig, hat aber einen weichen Kern und ein großes Herz. Sie ist gekleidet wie ein Punk und hat immer weinroten Lippenstift aufgetragen. Ihren ersten Auftritt hatte sie in Folge 18 Auf dem Hexenberg, wo sie die Partei der Junghexen vertrat. In Folge 89 „Die Junghexenbande“ wird ihr Alter auf „13 bis 15“ geschätzt.
Flauipaui
Flauipaui ist eine Hexenfreundin von Bibi und Schubia. Sie legt sehr viel Wert auf ihr Aussehen, muss sich immer kämmen und sich im Spiegel ansehen. Sie ist zart und zierlich, außerdem sehr ängstlich. Sie hat oft Angst vor ihrer Hexenlehrerin Tante Mania, weil sie ihre Hausaufgaben nie versteht. Sie kann aber in brenzligen Situationen sehr mutig sein. Mit Schubia Wanzhaar und Bibi Blocksberg besucht sie die Hexenschule. Ihr Hexenbesen heißt Gänseblümchen. Von Schubia wird sie oft spöttisch Blumenpott genannt. Ob dies wirklich ihr Nachname ist (da Schubia Bibi auch öfters mit Blocksberg anspricht), wurde bisher nicht erwähnt. Ihr erster Auftritt ist in Folge 67 Der weiße Kakadu. In Folge 89 „Die Junghexenbande“ wird ihr Alter auf „13 bis 15“ geschätzt.
Xenia
Xenia ist auch eine Junghexe und Bibis Freundin. Sie taucht nur selten in der Hörspielreihe auf. Xenia setzt sich sehr für Naturschutz ein und interessiert sich für Tiere. Ihr Besen heißt Woodie. Ihr erster Auftritt ist in Folge 89 Die Junghexenbande, wo ihr Alter auf „13 bis 15“ geschätzt wird.
Arkadia
Arkadia ist eine weitere Junghexe, die mit Bibi befreundet ist. Sie interessiert sich vor allem für Discomusik. Ihr Besen heißt Fetzi. Ihr erster Auftritt ist in Folge 49 Der Hexengeburtstag.
Die Thunderstorms
Cecily Thunderstorm ist Bibis Tante aus Irland und ebenfalls eine Hexe. Sie taucht erstmals in Folge 8 auf, außerdem in den Folgen 36, 82, 98 und 131. Sie ist mit Patrick Thunderstorm verheiratet, der nicht hexen kann. Ihre Tochter Margie kommt anfangs mit Bibi nicht klar. Nachdem Bibi von den Kosten-Problemen mit dem Schloss erfährt, hilft sie Margie, und die beiden werden zu Freundinnen. Margies Besen heißt Cornflake, Cecilys Besen „Porridge“.
Joachim Buschberg
Joachim ist Bibis erste große Liebe. Er tritt in den Folgen 9, 12 und 17 auf. Bibi versucht alles, damit Joachim sich in sie verliebt. Aber Joachim ist nicht in Bibi verliebt, egal, was sie auch unternimmt. Da verhext sie ihn mit einem uralten Liebeshexspruch, und Joachim tut daraufhin alles, um Bibi zu bezaubern. Aber Bibi wird das zu viel, und Barbara muss Joachim wieder zurück verhexen. Joachim will nach dem Vorfall zunächst sofort nach Hause, aber dann unterhält er sich schließlich doch mit Familie Blocksberg und findet alles ziemlich spannend. Daraufhin werden Bibi und Joachim sehr gute Freunde.
Mania Flippinger
Tante Mania, wie sie fast immer genannt wird, ist die älteste Hexe. Sie pflegt die Tradition und jagte anderen Leuten gerne Angst ein. Inzwischen hat sie sich verändert und neigt nur noch selten dazu. Sie unterrichtet Bibi und ihre Freundinnen in der Hexenschule. Sie besitzt je zwölf Besen, Eulen und Katzen sowie einen Raben namens Abraxas. Ihr erster Auftritt ist in Folge 18 Auf dem Hexenberg, wo sie die Partei der Althexen vertrat. Später wird sie vorübergehend vom Hexenverband ausgeschlossen.
Amanda Schwefeldampf
Tante Amanda hat zusammen mit Bibis Mutter Barbara die Hexenschule besucht, wo die beiden bereits Mania als Lehrerin hatten. Als Barbara in den Folgen 53 und 54 zur Kur ist, hat sie ein Auge auf Bibi und Bernhard. Ihr Besen trägt den Namen Lumpazi. Ihr erster Auftritt ist in Folge 18 Auf dem Hexenberg.
Walpurgia Besenstiel
Walpurgia hat den Vorsitz im Hexenverband und ist ähnlich wie Mania darauf bedacht, dass die Regeln eingehalten werden; diese allerdings steht aufgrund ihrer Streiche mit Walpurgia Anfangs auf Kriegsfuß. Sie ist des Weiteren Direktorin eines Hexeninternats, auf das Bibi und ihre Freundinnen in Folge 77 geschickt werden. Ihr Besen heißt Belladonna. Ihr erster Auftritt ist in Folge 18 Auf dem Hexenberg.
Mathilde Müller-Riebensehl
Bibis Klassen- und Mathelehrerin ist nicht wirklich beliebt bei ihren Schülern. Allerdings zeigt die eher strenge Frau Müller-Riebensehl manchmal auch einen weichen Kern, so z. B. in der Folge Die Klassenreise. Sie ist außerdem die Stellvertreterin des Schuldirektors. Ihr erster Auftritt ist in Folge 56 Der Wetterfrosch.
Familie Martin
Bibi lernt Tina Martin in den Folgen 43 und 44 (zweiteilige Folge) kennen, woraufhin sie Freundinnen werden. Daraufhin entstand auch die Hörspielserie Bibi und Tina. Tinas Mutter besitzt einen Reiterhof. Die Pferde, auf denen Bibi und Tina immer reiten, heißen Amadeus und Sabrina. Inzwischen gibt es bereits 118 reguläre und 3 Spezialfolgen der Hörspielserie.
Familie Laurenzo
Carlo und seine Mutter Maria treten nur in Folge 17 auf. Obwohl häufig erwähnt wird, dass nur Frauen hexen können, ist Carlo ein kleiner Hexer. Seine Mutter hat sich, als sie mit Carlo schwanger war so sehr eine Tochter gewünscht, dass die Hexkräfte auf ihn übergingen. Bibi und Carlo lernen sich beim Fußballturnier ihrer beiden Schulen kennen und werden auch schnell Freunde. Nach dieser Folge tauchen er und seine Mutter nie wieder auf und werden auch nicht mehr erwähnt. Über Carlos Vater erfährt man nichts, man erfährt lediglich, dass Carlo sechs ältere Brüder hat. Sein Besen heißt Tarantella, der seiner Mutter Eusebio.
Akkurata
Akkurata ist eine offizielle Prüfhexe aus dem Hexschulamt und nimmt Bibi und Xenia in Folge 113 die Prüfung für den mittleren Hexabschluss ab.
Malicia
Malicia ist eine böse Hexe, die regelmäßig gegen diverse Hexgebote verstößt und des Öfteren schon Hexverbote erteilt bekommen hat. Sie ist Bibi und ihrer Mutter nicht sonderlich gut gestellt und versucht ihnen in den Folgen, in denen sie vorkommt, eins auszuwischen (z. B. in der Folge Die Klassenreise oder Mami in Not). Ansonsten kommt sie nicht sehr häufig vor. Sie besitzt außerdem einen schwarzen Kakadu mit dem Namen Kuriosus. Ihr Besen heißt Toxicater.

## Hörspielfolgen
Die ersten sieben Folgen erschienen noch unter dem Titel „Eene meene Hexerei“ und hatten bei Erstveröffentlichung andere Titel. 1983 wurde die Reihe mit der achten Folge in „Bibi Blocksberg“ umbenannt und die ersten sieben Folgen erhielten teilweise neue Titel.
- 01 – Hexen gibt es doch 1 (1980)
- 02 – Hexerei in der Schule 2 (1980)
- 03 – Die Zauberlimonade 3 (1980)
- 04 – Der Bankräuber 4 (1980)
- 05 – Ein verhexter Urlaub (1980)
- 06 – Die Kuh im Schlafzimmer (1982)
- 07 – … heilt den Bürgermeister 5 (1982)
- 08 – Die Schloßgespenster (1983)
- 09 – … verliebt sich (1983)
- 10 – Bibis neue Freundin (1983)
- 11 – Der Schulausflug (1983)
- 12 – … hat Geburtstag (1983)
- 13 – Ein verhexter Sonntag (1983)
- 14 – … in Amerika (1984)
- 15 – Die schwarzen Vier (1984)
- 16 – Das Schulfest (1984)
- 17 – Der kleine Hexer (1984)
- 18 – Auf dem Hexenberg (1984)
- 19 – Das Sportfest (1984)
- 20 – Papa ist weg (1984)
- 21 – … zieht um (1984)
- 22 – 3× schwarzer Kater (1984)
- 23 – … und der Autostau (1985)
- 24 – … und der Supermarkt (1985)
- 25 – … reißt aus (1985)
- 26 – Die Schnitzeljagd (1985)
- 27 – Die verhexte Hitparade (1985)
- 28 – … im Dschungel (1985)
- 29 – Der neue Hexenbesen (1985)
- 30 – … in der Ritterzeit (1985)
- 31 – Auf der Märcheninsel (1985)
- 32 – … als Prinzessin (1986)
- 33 – … als Babysitter (1986)
- 34 – … darf nicht hexen (1986)
- 35 – Der Hexenfluch (1986)
- 36 – Die weißen Enten (1986)
- 37 – Der Flohmarkt (1987)
- 38 – Die Weihnachtsmänner (1987)
- 39 – Unverhofftes Wiedersehen (1988)
- 40 – … und die Vampire (1988)
- 41 – Ohne Mami geht es nicht (1989)
- 42 – … im Zirkus (1989)
- 43 – Der Reiterhof – Teil 1 (1989)
- 44 – Der Reiterhof – Teil 2 (1989)
- 45 – Das Lufttaxi (1990)
- 46 – Karla gibt nicht auf (1990)
- 47 – Das Reitturnier (1990)
- 48 – … ist krank (1990)
- 49 – Der Hexengeburtstag (1990)
- 50 – … im Orient (1991)
- 51 – … wird entführt (1991)
- 52 – Wo ist Kartoffelbrei? (1991)
- 53 – Der Superhexspruch (1992)
- 54 – Die Computerhexe (1992)
- 55 – Mamis Geburtstag (1992)
- 56 – Der Wetterfrosch (1993)
- 57 – Der blaue Brief (1993)
- 58 – … und das Dino-Ei (1993)
- 59 – … und Dino (1994)
- 60 – Der Geisterkater (1994)
- 61 – Der Flaschengeist (1994)
- 62 – Das feuerrote Nashorn 10 (1995)
- 63 – Die Wahrsagerin (1995)
- 64 – Die neue Schule (1996)
- 65 – Das Wettfliegen (1996)
- 66 – Das verhexte Osterei (1997)
- 67 – Der weiße Kakadu (1997)
- 68 – … und die Piraten (1997)
- 69 – Verhexte Weihnachten (1998)
- 70 – Das gestohlene Hexenkraut (1999)
- 71 – Die Hexenschule (1999)
- 72 – Der verhexte Kalender (2000)
- 73 – Freitag, der 13. (2000)
- 74 – Der Brieffreund (2001)
- 75 – Die neue Lehrerin (2001)
- 76 – Schubia dreht durch (2002)
- 77 – … im Hexeninternat (2002)
- 78 – … und Elea Eluanda (2003)
- 79 – Papis Geburtstag (2003)
- 80 – Das Schmusekätzchen (2004)
- 81 – Mami in Not (2004)
- 82 – Hexspruch mit Folgen (2005)
- 83 – Die Klassenreise 6 (2005)
- 84 – Das Hexenhoroskop (2005)
- 85 – Die Hundebabys (2006)
- 86 – Kann Papi hexen? (2006)
- 87 – Die vertauschte Hexenkugel (2007)
- 88 – Superpudel Puck (2007)
- 89 – Die Junghexenbande (2008)
- 90 – Oma Grete sorgt für Wirbel (2008)
- 91 – Maritas Geheimnis (2008)
- 92 – Das geheimnisvolle Schloss (2008)
- 93 – … braucht Hilfe (2009)
- 94 – Die verhexte Zeitreise (2009)
- 95 – Die verbotene Hexeninsel (2009)
- 96 – Das traurige Einhorn (2009)
- 97 – Überraschung für Mami (2010)
- 98 – Die Prinzessinnen von Thunderstorm (2010)
- 99 – Die kleine Spürnase (2010)
- 100 – Die große Hexenparty 7 (2010)
- 101 – … und Piraten-Lilly 8 (2011)
- 102 – Die Ballett-Tanzgruppe (2011)
- 103 – Der Hexenschatz (2011)
- 104 – Der verhexte Bürgermeister (2012)
- 105 – Die Hexenküche (2012)
- 106 – Der verrückte Staubsauger (2012)
- 107 – Die Geheimsprache (2013)
- 108 – Der Familienausflug (2013)
- 109 – Der Hexenball 9 (2013)
- 110 – … und die kleine Elfe (2014)
- 111 – Der Hexenbesen-Dieb (2014)
- 112 – Das TV-Hex-Duell (2014)
- 113 – Die Hexprüfung (2015)
- 114 – Der verhexte Wandertag (2015)
- 115 – Urlaub in der Hexenpension (2015)
- 116 – Im Wald der Hexenbesen (2015)
- 117 – Die Besenflugprüfung (2016)
- 118 – Die Austauschschülerin (2016)
- 119 – … und der Feuerdrache (2016)
- 120 – Der Affe ist los! (2016)
- 121 – Der neue Schulgarten (2017)
- 122 – Chaos im Hexeninternat (2017)
- 123 – Oma Grete in Gefahr (2018)
- 124 – Das verrückte Huhn (2018)
- 125 – Der Strandurlaub (2018)
- 126 – Das wilde Schlittenrennen (2018)
- 127 – … zieht aus (2019)
- 128 – Ausgehext! (2019)
- 129 – Ein sensationelles Team (2019)
- 130 – Mami spielt verrückt (2019)
- 131 – Das verhexte Handy (2020)
- 132 – Die Walpurgisnacht 7 (2020)
- 133 – … im Modeatelier 9 (2020)
- 134 – Hexen unter Verdacht (2020)
- 135 – Freunde in Gefahr (2020)
- 136 – Im verhexten Winterwald (2020)
- 137 – Ein verrückter Ausflug (2021)
- 138 – Urlaub am See (2021)
- 139 – Chaos am Flughafen (2021)
- 140 – Alles Voll Verhext (2021)
- 141 – Mit Papi allein zu Haus (2022)
- 142 – UFOs über Neustadt (2022)
- 143 – Zurück zur Märcheninsel (2022)
- 144 – Der Klimawettbewerb (2022)
- 145 – Etwas andere Weihnachten (2022)
- 146 – Der Hexenbesenausflug (2023)
- 147 – Rettung der Junghexeninsel (2023)
- 148 – Die Übungshexenkugel (2023)
- 149 – Zottel ist weg (2023)
- 150 – Neustadt in Gefahr (2024) 7 9
- 151 – … rettet das Hexenfest (2024)
- 152 – Die verrückte Autofahrt (2024)
- 153 – Die neuen Klassensprecher (2024)
- 154 – Besuch in London (2024)
- 155 – Die Hexenbürgermeisterin (2024)
- 156 – Die Vertretungshexlehrerin (2025)
- 157 – Team Blocksberg (2025)
- 158 – Der fliegende Bürgermeister (2025)
- 159 – Ins Bild gehext! (2025)

Anmerkungen:

## Sprecher
Von den Sprechern der ersten Stunde ist mittlerweile nur noch Susanna Bonasewicz als Bibi dabei, nachdem die Sprecher von Bibis Eltern, Guido Weber und 
Helgard Bruckhaus, 2008 aufgrund ihres fortgeschrittenen Alters ihre Rollen aufgaben und ab Folge 93 durch Bodo Wolf und Gabriele Streichhahn ersetzt wurden; Weber verstarb 2015 und Bruckhaus 2022. 1980 lieh Katja Nottke in den Folgen 3 bis 5 der Hauptfigur ihre Stimme, da Bonaséwicz aufgrund einer Weltreise nicht zur Verfügung stand. Joachim Nottke, der ab Folge 8 nach Regisseur Ulli Herzog die Rolle des Erzählers sprach, schied nach Folge 68 aus gesundheitlichen Gründen aus und starb 1998, woraufhin Gunter Schoß diese Rolle übernahm. Die Figur Karla Kolumna wurde aufgrund der älter werdenden Stimme von Gisela Fritsch angepasst und war seither weniger aufgedreht als noch zu Anfangszeiten. Gisela Fritsch verstarb im Juli 2013. Auch Heinz Giese gab 27 Jahre lang dem Bürgermeister Bruno Presssack die Stimme, ehe er nach der 88. Folge in den Ruhestand ging und Roland Hemmo seine Rolle übernahm; Giese verstarb 2010. Wilfried Herbst war ebenfalls seit Beginn bei Bibi Blocksberg zu hören, jedoch erst seit Folge 32 in einer festen Rolle als Sekretär Pichler. Im März 2020 ging er in den Ruhestand, seit Folge 132 wird die Rolle des Sekretär Pichler von Stefan Krause gesprochen. Im November 2023 verstarb Bodo Wolf, der Bernhard Blocksberg ab Folge 93 seine Stimme geliehen hatte. Seine Nachfolge übernahm Robin Brosch, der zuerst in der 19. Folge Irlandgeschichten der Ableger-Reihe Bibi Blocksberg erzählt… und anschließend auch ab Folge 157 in den regulären Folgen als Bernhard Blocksberg zu hören war.
Alle anderen Figuren wurden schon früher im Laufe der Jahre durch neue Sprecher ersetzt.
Frank Schaff, der in den ersten sieben Folgen der Serie Bibis Bruder Boris spricht, hat in Folge 30 und 30 Jahre später in Folge 106 Gastauftritte mit anderen Rollen.
| Figur                                      | Sprecher |
| ------------------------------------------ | --- |
| Erzähler                                   | Ulli Herzog (Folgen 1–7) Joachim Nottke (Folgen 8–68) Gunter Schoß (ab Folge 69)                                   |
| Bibi Blocksberg                            | Susanna Bonasewicz (Folgen 1–2, ab Folge 6) Katja Nottke (Folgen 3–5)                                              |
| Bernhard Blocksberg                        | Guido Weber (Folgen 1–90) Bodo Wolf (Folgen 93–152) Robin Brosch (ab Folge 157)                                    |
| Barbara Blocksberg                         | Helgard Bruckhaus (Folgen 1–90) Gabriele Streichhahn (ab Folge 93)                                                 |
| Boris Blocksberg                           | Frank Schaff (Folgen 1–7)                                                                                          |
| Karla Kolumna                              | Gisela Fritsch (Folgen 7–114) Ulrike Stürzbecher (ab Folge 121)                                                    |
| Bürgermeister (Dr. Dr. Bruno Pressak)      | Tobias Pagel (Folge 2) Heinz Giese (Folgen 3–88) Roland Hemmo (ab Folge 89)                                        |
| Sekretär Paul Pichler (auch Palle Pichler) | Wilfried Herbst (Folgen 32–129) Stefan Krause (ab Folge 132)                                                       |
| Schubia Wanzhaar                           | Sabine Thiesler (Folgen 18 & 35) Ghadah Al-Akel (Folgen 65–100) Peggy Pollow (ab Folge 128)                        |
| Flauipaui                                  | Melanie Hinze (ab Folge 67)                                                                                        |
| Amanda Schwefeldampf                       | Edith Teichmann (Folgen 18, 35 & 41) Barbara Ratthey (Folgen 40, 49–86) Daniela Strietzel (ab Folge 109)           |
| Mania Flippinger                           | Maria Krasna (Folge 18) Tilly Lauenstein (Folgen 35–71) Luise Lunow (ab Folge 73)                                  |
| Walpurgia Besenstiel (Oberhexe)            | Maria Axt (Folgen 18 & 35) Astrid Bless (Folgen 77–87) Helga Sasse (Folgen 100–110) Isabella Grothe (ab Folge 117) |
| Warza                                      | Constanze Harpen (Folgen 18 & 49) Daphna Rosenthal (ab Folge 116)                                                  |
| Oma Grete                                  | Ursula Gerstel (Folge 22) Inken Sommer (Folgen 82–127) Katharina Lopinski (ab Folge 135)                           |
| Monika „Moni“ Seifert                      | Natascha Rybakowski (Folgen 10–37) Julia Ziffer (Folgen 66–135) Lina Rabea Mohr (ab Folge 150)                     |
| Marita Mertens                             | Tatjana Gessner (Folgen 19–64) Uschi Hugo (ab Folge 74)                                                            |
| Florian                                    | Oliver Elias (Folgen 53–64) Gerrit Schmidt-Foß (ab Folge 68)                                                       |
| Frau Mathilde Müller-Riebensehl            | Eva-Maria Werth (ab Folge 56)                                                                                      |
| Schuldirektor                              | Manfred Schuster (Folgen 2–26)                                                                                     |
| Lehrer Schumann                            | Erwin Schastok (Folgen 9–15)                                                                                       |
| Polizeichef                                | Andreas Hanft (Folgen 23, 26, 37 & 53)                                                                             |
| Margie Thunderstorm                        | Sabine Thiesler (Folgen 8 & 36) Antje von der Ahe (ab Folge 82)                                                    |
| Cecilie Thunderstorm                       | Almut Eggert (Folgen 8 & 36) Regine Albrecht (Folge 82) Monica Bielenstein (ab Folge 98)                           |
| Patrick Thunderstorm                       | Jochen Schröder (Folgen 8 & 36) Erich Räuker (ab Folge 82)                                                         |
| Tina Martin                                | Dorette Hugo (Folgen 43–44, 47)                                                                                    |
| Briefträger Herr Klappermann               | Woldemar Leippi (Folgen 57–80)                                                                                     |
| Malicia                                    | Constanze Harpen (ab Folge 81)                                                                                     |
| Arkadia                                    | Marina Krogull (Folgen 49, 92 & 100)                                                                               |
| Xenia                                      | Maria Koschny (ab Folge 89)                                                                                        |
| Runzia                                     | Inken Sommer (Folge 77) Gabriele Leidloff (Folge 87) Carmen-Maja Antoni (ab Folge 130)                             |
| Chaotia                                    | Andrea Aust (Folgen 116–117)                                                                                       |
| Akkurata                                   | Martina Treger (Folge 113)                                                                                         |

## Adaptionen
Bibi Blocksberg wohnt wie der sprechende Elefant Benjamin Blümchen in Neustadt. Der Name der Stadt wird zwar bereits in der ersten Folge erwähnt, die Verbindung zwischen beiden Reihen wird dann in Folge 2 („Hexerei in der Schule“) hergestellt, als Bibi ihrem Lehrer einen Rüssel hext, der den Schuldirektor an den Elefanten aus dem Neustädter Zoo erinnert. Dieser hat den Namen Benjamin Blümchen. Ab dieser Folge teilen sich die beiden Reihen Stammfiguren wie den Bürgermeister, Sekretär Pichler und die Reporterin Karla Kolumna. Wiederholt wird in beiden Serien auf die jeweils andere Reihe verwiesen. Außerdem erleben Bibi und Benjamin in mehreren Folgen – die dann aber fast oder ganz ausnahmslos offiziell zur Benjamin-Blümchen-Reihe gehören – gemeinsame Abenteuer, erstmals in der Benjamin-Blümchen-Hörspielfolge „Benjamin Blümchen und Bibi Blocksberg“.
Im selben Serienuniversum, jedoch nicht in derselben Stadt, spielt der Ableger Elea Eluanda. Die Hauptfigur Elea wohnt in Altenberg, einem Ort in den Bergen. Elea tritt sowohl in der Folge „Bibi Blocksberg und Elea Eluanda“ als auch im Film „Bibi Blocksberg und das Geheimnis der blauen Eulen“ auf. Ebenfalls im selben Serienuniversum und einer anderen Stadt (Südberg) spielt die Serie Kira Kolumna, deren Hauptfigur und Bibi sich in der 139. Bibi-Blocksberg-Hörspielfolge "Chaos am Flughafen" am Neustädter Flughafen kennenlernen. Kira ist eine entfernte Nichte Karla Kolumnas.

### Bücher
Die Bücher zu Bibi Blocksberg erscheinen bei Schneiderbuch. Bisher wurden dort 37 Einzel-Titel sowie mehrere Sammelbände, Sonderbände und das Buch zum Bibi-Blocksberg-Film herausgebracht: Bibi Blocksberg und das Geheimnis der blauen Eulen.
- Bibi Blocksberg Bd. 01 – Hexen gibt es doch
- Bibi Blocksberg Bd. 02 – Der Hexengeburtstag
- Bibi Blocksberg Bd. 03 – Der Wetterfrosch
- Bibi Blocksberg Bd. 04 – Bibi und das Dino-Ei
- Bibi Blocksberg Bd. 05 – Wo ist Kartoffelbrei?
- Bibi Blocksberg Bd. 06 – Bibi im Orient
- Bibi Blocksberg Bd. 07 – Die neue Schule
- Bibi Blocksberg Bd. 08 – Das Wettfliegen
- Bibi Blocksberg Bd. 09 – 3 x schwarzer Kater
- Bibi Blocksberg Bd. 10 – Das feuerrote Nashorn
- Bibi Blocksberg Bd. 11 – Der Superhexspruch
- Bibi Blocksberg Bd. 12 – Bibi als Prinzessin
- Bibi Blocksberg Bd. 13 – Bibi und die Vampire
- Bibi Blocksberg Bd. 14 – Bibi und die Piraten
- Bibi Blocksberg Bd. 15 – Das gestohlene Hexenkraut
- Bibi Blocksberg Bd. 16 – Die Hexenschule
- Bibi Blocksberg Bd. 17 – Freitag, der 13.
- Bibi Blocksberg Bd. 18 – Die neue Lehrerin
- Bibi Blocksberg Bd. 19 – Schubia dreht durch
- Bibi Blocksberg Bd. 20 – Bibi im Hexeninternat
- Bibi Blocksberg Bd. 21 – Bibi verliebt sich
- Bibi Blocksberg Bd. 22 – Der Brieffreund
- Bibi Blocksberg Bd. 23 – Das Schmusekätzchen
- Bibi Blocksberg Bd. 24 – Mami in Not
- Bibi Blocksberg Bd. 25 – Hexspruch mit Folgen
- Bibi Blocksberg Bd. 26 – Die Klassenreise
- Bibi Blocksberg Bd. 27 – Das Hexenhoroskop
- Bibi Blocksberg Bd. 28 – Die Hundebabys
- Bibi Blocksberg Bd. 29 – Die vertauschte Hexenkugel
- Bibi Blocksberg Bd. 30 – Die Junghexenbande
- Bibi Blocksberg Bd. 31 – Maritas Geheimnis
- Bibi Blocksberg Bd. 32 – Bibi braucht Hilfe
- Bibi Blocksberg Bd. 33 – Die große Hexenparty
- Bibi Blocksberg Bd. 34 – Die verbotene Hexeninsel
- Bibi Blocksberg Bd. 35 – Die Prinzessinnen von Thunderstorm
- Bibi Blocksberg Bd. 36 – Bibi und Piraten-Lilly
- Bibi Blocksberg Bd. 37 – Der Hexenschatz

- Bibi Blocksberg und das Geheimnis der blauen Eulen – Das Buch zum zweiten Kinofilm

- Bibi Blocksberg Sammelband 1 – Kleine Hexe ganz groß (Enthält Band 1, 2 und 3)
- Bibi Blocksberg Sammelband 2 – Spannende Hexengeschichten bzw. Achtung, Hexenbesen! (Enthält Band 4, 5 und 6)
- Bibi Blocksberg Sammelband 3 – Kleine Hexe hoch hinaus (Enthält Band 7, 8 und 9)
- Bibi Blocksberg Sammelband – Hexenbesen im Anflug (Enthält Band 5, 8 und 19)
- Bibi Blocksberg Sammelband – Verhexte Tiergeschichten (Enthält Band 3, 23 und 28)
- Bibi Blocksberg Sammelband – Hexen, Hexen überall (Enthält Band 1, 2 und 24)
- Bibi Blocksberg Sammelband – Vampire, Piraten und ein Hexenschatz (Enthält Band 13, 14 und 37)
- Bibi Blocksberg Sammelband – Verhexte Schulgeschichten (Enthält Band 7, 16 und 21)

- Bibi Blocksberg Sonderband – Das verhexte Amulett
- Bibi Blocksberg Sonderband – Bibi total verknallt!
- Bibi Blocksberg Sonderband – Das verhexte Wunschhaus
- Bibi Blocksberg Sonderband – Im Tal der wilden Hexen
- Bibi Blocksberg Sonderband – Die Gewitterhexe
- Bibi Blocksberg Sonderband – Verschwörung im Hexeninternat
- Bibi Blocksberg Sonderband – Der geheimnisvolle Hexenbrief (mit Briefpapier)
- Bibi Blocksberg Sonderband – Zickia-Alarm
- Bibi Blocksberg Sonderband – Das verhexte Schwein
- Bibi Blocksberg Sonderband – Der Kobold aus dem Briefkasten – Zwei lesen ein Buch
- Bibi Blocksberg Sonderband – Verzwickt, verflixt, verhext: Das gestohlene Hexpulver
- Bibi Blocksberg Sonderband – Dieses Tagebuch gehört Bibi Blocksberg – Juhu, Klassenfahrt!
- Bibi Blocksberg Sonderband – Dieses Tagebuch gehört Bibi Blocksberg – Endlich Ferien!
- Bibi Blocksberg Sonderband – Hexkraft gesucht!
- Bibi Blocksberg Sonderband – Der magische Sternenstaub – Zwei lesen ein Buch
- Bibi Blocksberg Sonderband – Wo ist Moni?
- Bibi Blocksberg Sonderband – Gustav, der Hexendrache
- Bibi Blocksberg Sonderband – Was ist nur mit Papi los?
- Bibi Blocksberg Sonderband – Abenteuer Indien!

### Comics
Bastei brachte seit 1991 Bibi Blocksberg als Comics heraus, zuerst drei Hefte als Benjamin Blümchen-Sonderband, dann ab 1992 als eigene Serie Bibi Blocksberg. 1997 übernahm Egmont Ehapa die Serie, und seit 2014 erscheinen die Bibi Blocksberg-Comics bei Blue Ocean.

### Zeichentrickserie
Zeichentrickserie mit fünf Staffeln und insgesamt bisher 60 Folgen, dem Special Halloween mit Hex-Hex! sowie dem Zeichentrickfilm Geht’s auch ohne Hexerei? Die allererste Folge „Hexen gibt es doch“ wurde nur auf Video und DVD veröffentlicht. Die Serie wurde bisher in 66 verschiedene Länder verkauft.

### Kinofilme
Die Hörspielreihe wurde erstmals 2002 unter der Regie von Hermine Huntgeburth fürs Kino adaptiert. In den Hauptrollen sah man Sidonie von Krosigk als Bibi Blocksberg und Katja Riemann und Ulrich Noethen als Bibis Eltern. 2004 folgte eine Fortsetzung unter der Regie von Franziska Buch, wo auch Elea Eluanda einen Auftritt hatte. In beiden Filmen verkörperte Corinna Harfouch die Antagonistin Rabia von Katzenstein.
- 2002: Bibi Blocksberg
- 2004: Bibi Blocksberg und das Geheimnis der blauen Eulen

### Musicals
2003 feierte das erste Bibi Blocksberg Musical von Cocomico in Deutschland Premiere. 2007 folgte das zweite Musical Bibi Blocksberg und der verhexte Schatz. Ein Originalmitschnitt der Bibi Blocksberg Super-Show wurde 2010 auf DVD veröffentlicht. Seit 2015 ist Cocomico mit dem Stück Bibi Blocksberg – Hexen hexen überall! – Das Musical auf Tour.

### Hörbücher
Im März 2010 erschien zum 30. Jubiläum der Reihe erstmals auch eine Hörbuchadaption, die sich durch eine längere Laufzeit, den Verzicht auf Soundeffekte und den Einsatz einer einzigen Sprecherin von den normalen Folgen unterscheidet. Bisher wurden alle Hörbücher von Alexandra Marisa Wilcke gelesen:
- Im Tal der wilden Hexen (März 2010)
- Das Versteck am See (September 2010)
- Das verhexte Wunschhaus (März 2011)
- Die Verschwörung im Hexeninternat (Oktober 2011)
- Die Gewitterhexe (Oktober 2012)
- Zickia-Alarm! (Juni 2013)
- Das verhexte Schwein (Oktober 2013)
- Bibi total verknallt! (Juni 2014)
- Hexkraft gesucht! (Oktober 2014)
- Wo ist Moni? (Juni 2015)
- Gustav, der Hexendrache (Oktober 2015)
- Was ist nur mit Papi los? (Oktober 2016)
- Abenteuer Indien! (Oktober 2017)
- Die Schule ist weg! (Oktober 2018)
- Bibi und die Eishexe (Oktober 2019)
- Bibi und Herr Fu (September 2020)

Sonderfolge (Hörbuch mit Soundeffekten):
- Der verhexte Weihnachtsmarkt (Der Adventskalender zum Hören) (November 2012)

### Ableger
Neben der Bibi-Blocksberg-Reihe gibt es noch einen Ableger namens Bibi und Tina, bei dem Bibi Abenteuer auf einem Reiterhof erlebt. Ein weiterer Ableger stellt der Manga Bibi & Miyu dar, dessen Geschichte von Olivia Vieweg geschrieben und von Hirara Natsume bebildert wurde. Der erste Band erschien am 7. August 2019 bei Tokyopop.
Zeichentrickserie
Am 3. Juli 2004 wurde die Zeichentrickserie Bibi und Tina als Ableger der bereits seit längerem laufenden Serie Bibi Blocksberg im ZDF erstausgestrahlt. Sie umfasst insgesamt 54 etwa 25-minütige Episoden.
Kinofilme
Unter der Regie von Detlev Buck erfolgte im Jahr 2014 der Start einer vierteiligen Kinoadaption zur Ableger-Serie Bibi und Tina. In den ersten vier dieser Verfilmungen wurde Bibi von der Sängerin Lina Larissa Strahl und in der fünften von Katharina Hirschberg dargestellt.
- 2014: Bibi & Tina
- 2014: Bibi & Tina: Voll verhext!
- 2016: Bibi & Tina: Mädchen gegen Jungs
- 2017: Bibi & Tina: Tohuwabohu total!
- 2022: Bibi & Tina – Einfach anders

Fernsehserie
Ab 3. April 2020 wurde die Realserie Bibi und Tina auf Prime Video gestreamt. Die Besetzung der Filme wurde komplett ausgetauscht, da u. a. die beiden Hauptdarstellerinnen mit 22 zu alt waren. Die Produktionscrew blieb unverändert.
Des Weiteren gibt es noch verschiedene Crossovers zur Benjamin-Blümchen-Reihe, die schon vor der Bibi-Blocksberg-Reihe existierte, und zur Reihe Elea Eluanda. Der zweite Bibi-Blocksberg-Kinofilm besteht aus einem solchen Crossover, und in Folge 78 der Bibi-Kassetten spielt Elea Eluanda ebenfalls als Gast mit.

### Lernhörspiele
Des Weiteren hat auch der Sprachverlag Hueber die kleine Hexe für sich entdeckt und von 2005 bis jetzt fünf Folgen „Englisch mit Bibi Blocksberg“ herausgegeben:
- Das Hex-Tagebuch (Sept. 2005)
- Der Schatz von Blackford Castle (Sept. 2005)
- Hexenfest in Stonehenge (Apr. 2006)
- Das Ungeheuer von Loch Ness (Aug. 2006)
- Verhexte Feste (Feb. 2008)

Es handelt sich dabei um deutsch/englische Hörspielfolgen mit den Originalsprecherstimmen von Bibi Blocksberg und ihren Freunden.

### Computerspiele
Auch als Computerspiele sind einige der Folgen umgesetzt worden und bei Kiddinx (ehem. Kiosk) erschienen:
Bibi Blocksberg
- Teil 1 Auf der Suche nach dem Superhexspruch
- Teil 2 Ein verhexter Schultag
- Teil 3 Freitag, der 13.
- Teil 4 Das vertauschte Hexenkraut
- Teil 5 Verhexte Ferien
- Teil 6 Der Schatz im Dschungel
- Teil 7 Wo ist Kartoffelbrei?
- Teil 8 Chaos in der Hexenschule

Bibi-Blocksberg-Boxen
- Meine verhexte Spielesammlung (2001)
- Mein verhextes Filmstudio (2002)
- Die verhexte Zeitreise (2004)
- Meine große Hexprüfung (2003)
- Eene meene Hexenspaß (2005)
- Der verhexte Liebesbrief (2006)

Bibi und Tina
- Teil 1 Aufregung auf dem Martinshof
- Teil 2 Gefahr für Falkenstein
- Teil 3 Das große Herbstturnier
- Teil 4 Spuk im Zeltlager
- Teil 5 Das sprechende Pferd

Bibi-und-Tina-Boxen
- Unsere lustige Spielesammlung (2002)
- Ferien auf dem Martinshof (2003)
- Das geheimnisvolle Tagebuch (2003)
- Mikoschs großer Auftritt (2004)
- Der geheime Pferdeclub (2005)
- 5 Sterne für den Martinshof (2006, 10 Spiele)

Bibi Blocksberg – Game-Boy-Advance-Spiele
- Bibi Blocksberg: Der magische Hexenkreis

Bibi Blocksberg – Nintendo-DS-Spiele
- Bibi Blocksberg: Neustadt im Hex-Chaos (2008)
- Bibi Blocksberg: Das gestohlene Hexbuch (2009)
- Bibi Blocksberg: Der verhexte Schloss-Schatz (2012)
- Best of Bibi Blocksberg: Neustadt im Hex-Chaos & Das gestohlene Hexbuch

Bibi & Tina – Nintendo-DS-Spiele
- Bibi & Tina: Die große Schnitzeljagd
- Bibi & Tina: Das große Unwetter
- Bibi & Tina: Jump & Ride
- Best of Bibi & Tina: Das große Unwetter & Die große Schnitzeljagd

Bibi Blocksberg – Nintendo-3DS-Spiele
- Bibi Blocksberg: Das große Hexenbesenrennen
- Bibi Blocksberg: Das große Hexenbesenrennen 2

Bibi Blocksberg – Nintendo-Wii-Spiele
- Bibi Blocksberg – Das große Hexenbesenrennen (2010)

Bibi Blocksberg – Mobile Games
- Bibi Blocksberg – Das große Hexenbesenrennen für iOS (17. Dezember 2010)
- Bibi Blocksberg: Drachenwelt (2012)
- Bibis Sternenstaubjagd (2013)

## Gesellschaftsspiele
- Bibi Blocksberg: Dreimal schwarzer Kater (1989)
- Bibi Blocksberg: Die verwunschenen Schlüssel (1989)
- Bibi Blocksberg: Hexen gibt es doch! (1989)
- Bibi Blocksberg auf dem Martinshof (1991)
- Bibi Blocksberg Hexen-Einmaleins (1998)
- Bibi Blocksberg (aka Hex-Hex) (1999)
- Bibi Blocksberg und das Geheimnis der blauen Eulen! (2004)
- Bibi Blocksberg: Das verflixte Hexkraut Spiel (2004)
- Bibi Blocksberg Ligretto (aka Ligretto Junior) (2006)
- Bibi Blocksberg: Das verhexte Wolkenversteck (2008)
- Bibi Blocksberg: Das geheimnisvolle Schloss (2008)
- Bibi Blocksberg: Die verhexte Tümpelei (2009)
- Bibi Blocksberg: Hexenkugel (2010)
- Bibi Blocksberg Hexenprüfung Spinnentanz (2010)
- Bibi Blocksberg Hexenprüfung Hextrankkunde (2010)
- Bibi Blocksberg Hexenprüfung Hexwissen (2010)
- Bibi Blocksberg Hexenprüfung Krötenhopsen (2010)
- Bibi Blocksberg: Verhexter Hexenbesen (2015)

## Kommerzieller Erfolg
Bis heute wurden über 36,7 Millionen der Hörspiele von Bibi Blocksberg verkauft. Insgesamt wurde die Hörspielserie bisher mit 100× Gold und 152× Platin ausgezeichnet. Die kommerziell erfolgreichsten Folgen sind 1, 9 und 38, die jeweils zweimal Platin für 1.000.000 verkaufte Einheiten erhielten.

## Titellieder der Hörspielreihe
Früher gab es ein instrumentales Intro. Die neuen Hörspielkassetten haben ein gesungenes Titellied. Die Titelmelodie wurde von Heiko Rüsse geschrieben. Ab Folge 83 gibt es ein neues Intro, geschrieben von Wolfgang W. Loos und Heiko Rüsse.

## Politik- und sozialwissenschaftliche Untersuchung der Hörspiele
Gerd Andreas Strohmeier von der Universität Passau (jetzt an der Universität Chemnitz tätig) diskutiert in einem Artikel der Fachpublikation Aus Politik und Zeitgeschichte „die Bedeutung der Frage nach […] vermittelten Inhalten sowie deren Einfluss auf den Sozialisationsprozess von Kindern“ am Beispiel der Hörspielreihen von Benjamin Blümchen und Bibi Blocksberg.
Der Autor ist der Ansicht, dass die oben genannten Hörspielreihen die Entwicklung politisch mündiger Bürger kaum förderten, wenn nicht sogar behinderten. Begründet wird dies durch „(vermutlich beabsichtigte[n]) Vermittlung expliziter politischer Inhalte“. Die Begründung stützt sich auf die Beschreibung des Sozialisationsprozesses im Allgemeinen und der politischen Sozialisation als Teilmenge der (allgemeinen) Sozialisation im Besonderen, nach der die sozialisierende Wirkung von Kinderhörspielen häufig völlig unterschätzt bzw. gänzlich ignoriert werde. Es wird hervorgehoben, dass Begriffe wie Politik, Polizei, Medien etc. zwar gut dargestellt würden, jedoch im Vergleich zur Realität oft verzerrt und/oder einer negativen Konnotation unterliegen.
Der Artikel schließt mit der Bemerkung, dass Kinder „keineswegs nur lustige Geschichten eines sprechenden Elefanten und einer kleinen Hexe“ hören würden, und dem Hinweis, mehr auf die Metaebene der Geschichten zu achten. Der Autor begründet seine Position aus den Grundsätzen der politischen Bildung heraus. In seinem Resümee kommt er zu dem Schluss, dass die Serie eine „linksalternative“ Tendenz habe.
Kerstin Wolff – Referentin beim Archiv der deutschen Frauenbewegung in Kassel – kommt keineswegs zu einem solch eindeutigen Ergebnis. Sie konstatiert ein eher konservatives Familienbild und wenig hinterfragte Geschlechterrollen. Dies kontrastiere mit den aufgezeigten Partizipationswegen und den Themen eines politischen Aufbruchs als Rahmen in der Entstehungszeit der Hörspielserie.
Auch Ina Schenker positioniert Bibi Blocksberg als durchaus „kontroverse Figur“ und verweist in diesem Zusammenhang auf eine Lücke in der wissenschaftlichen Rezeption: „Bisher wenig Eingang in die Forschung hat die Problematisierung gefunden, dass diese als positiv bewertete weibliche Emanzipation häufig auf Kosten verschobener Unterdrückungsmechanismen operiert. Die erhobene Stimme der weiblichen Heldin Bibi Blocksberg wird über die unterdrückte Stimme einer postkolonialen Subalterne gestellt.“

## Philatelistisches
Mit dem Erstausgabetag 2. Dezember 2021 gab die Deutsche Post AG in der Serie Helden der Kindheit ein Postwertzeichen im Nennwert von 60 Eurocent mit dem Titel Bibi & Tina heraus. Der Entwurf stammt von der Grafikerin Jennifer Dengler aus Bonn.